# Filiates
Filiates (em grego: Φιλιάτες) é um município da Grécia, situado na unidade regional de Tesprócia, na região de Epiro. Tem 583,5 km² de área e sua população em 2011 foi estimada em 7.909 habitantes.